# Winter (Wisconsin)
Pour les articles homonymes, voir Winter.
Winter est un village du comté de Sawyer, dans l'État du Wisconsin, aux États-Unis. En 2020, il comptait une population de 325 habitants.